# Klaus Havenstein
Klaus Havenstein (Belgershain, 15 giugno 1949) è un ex calciatore tedesco orientale, di ruolo attaccante.

## Carriera
La sua carriera si svolse prevalentemente nel Chemie Böhlen, disputando quattordici stagioni nelle quali totalizzò 218 reti in 297 incontri di campionato, fra cui 55 marcature in 92 gare di massima serie.
Per un totale di sette stagioni è risultato miglior marcatore di categoria, divise in sei per il girone di seconda divisione in cui militava e una per l'edizione 1977-1978 della DDR-Oberliga.

## Statistiche
| Stagione              | Squadra               | Campionato            | Campionato | Campionato | Coppe nazionali | Coppe nazionali | Coppe nazionali | Coppe continentali | Coppe continentali | Coppe continentali | Altre coppe | Altre coppe | Altre coppe | Totale | Totale |
| Stagione              | Squadra               | Comp                  | Pres       | Reti       | Comp            | Pres            | Reti            | Comp               | Pres               | Reti               | Comp        | Pres        | Reti        | Pres   | Reti   |
| --------------------- | --------------------- | --------------------- | ---------- | ---------- | --------------- | --------------- | --------------- | ------------------ | ------------------ | ------------------ | ----------- | ----------- | ----------- | ------ | ------ |
| 1970-1971             | Traktor Otterwisch    | BL                    | ?          | ?          | -               | -               | -               | -                  | -                  | -                  | -           | -           | -           | ?      | ?      |
| 1971-1972             | Chemie Böhlen         | DL                    | 11         | 5          | CGE             | ?               | ?               | -                  | -                  | -                  | -           | -           | -           | 11+    | 5+     |
| 1972-1973             | Motor Grimma          | BL                    | ?          | ?          | -               | -               | -               | -                  | -                  | -                  | -           | -           | -           | ?      | ?      |
| 1973-1974             | Chemie Böhlen         | DL                    | 8          | 7          | CGE             | ?               | ?               | -                  | -                  | -                  | -           | -           | -           | 8+     | 7+     |
| 1973-1974             | Vorwärts Löbau        | DL                    | 6          | 2          | CGE             | ?               | ?               | -                  | -                  | -                  | -           | -           | -           | 6+     | 2+     |
| 1974-1975             | Vorwärts Löbau        | BL                    | ?          | ?          | CGE             | ?               | ?               | -                  | -                  | -                  | -           | -           | -           | ?      | ?+     |
| Totale Vorwärts Löbau | Totale Vorwärts Löbau | Totale Vorwärts Löbau | 6+         | 2+         |                 |                 |                 |                    |                    |                    |             | -           | -           | 6+     | 2+     |
| 1975-1976             | Chemie Böhlen         | DL                    | 20         | 15         | CGE             | ?               | ?               | -                  | -                  | -                  | -           | -           | -           | 20+    | 15+    |
| 1976-1977             | Chemie Böhlen         | DL                    | 17+6       | 13+2       | CGE             | ?               | ?               | -                  | -                  | -                  | -           | -           | -           | 23+    | 8+     |
| 1977-1978             | Chemie Böhlen         | OL                    | 24         | 15         | CGE             | ?               | ?               | -                  | -                  | -                  | -           | -           | -           | 24+    | 15+    |
| 1978-1979             | Chemie Böhlen         | OL                    | 22         | 10         | CGE             | ?               | ?               | -                  | -                  | -                  | -           | -           | -           | 22+    | 10+    |
| 1979-1980             | Chemie Böhlen         | DL                    | 22+8       | 30+3       | CGE             | ?               | ?               | -                  | -                  | -                  | -           | -           | -           | 30     | 33     |
| 1980-1981             | Chemie Böhlen         | OL                    | 21         | 17         | CGE             | ?               | ?               | -                  | -                  | -                  | -           | -           | -           | 21+    | 17+    |
| 1981-1982             | Chemie Böhlen         | DL                    | 19+7       | 16+6       | CGE             | ?               | ?               | -                  | -                  | -                  | -           | -           | -           | 26+    | 22+    |
| 1982-1983             | Chemie Böhlen         | OL                    | 25         | 13         | CGE             | ?               | ?               | -                  | -                  | -                  | -           | -           | -           | 25+    | 13+    |
| 1983-1984             | Chemie Böhlen         | DL                    | 21         | 17         | CGE             | ?               | ?               | -                  | -                  | -                  | -           | -           | -           | 21+    | 17+    |
| 1984-1985             | Chemie Böhlen         | DL                    | 25         | 23         | CGE             | ?               | ?               | -                  | -                  | -                  | -           | -           | -           | 25+    | 23+    |
| 1985-1986             | Chemie Böhlen         | DL                    | 33         | 26         | CGE             | ?               | ?               | -                  | -                  | -                  | -           | -           | -           | 33+    | 26+    |
| 1986-1987             | Chemie Böhlen         | DL                    | 29         | 11         | CGE             | ?               | ?               | -                  | -                  | -                  | -           | -           | -           | 29+    | 11+    |
| Totale Chemie Böhlen  | Totale Chemie Böhlen  | Totale Chemie Böhlen  | 297        | 218        |                 | ?               | ?               |                    | -                  | -                  |             | -           | -           | 297+   | 218+   |
| 1988-1989             | Motor Grimma          | DL                    | 15         | 4          | CGE             | ?               | ?               | -                  | -                  | -                  | -           | -           | -           | 15+    | 4+     |
| Totale carriera       | Totale carriera       | Totale carriera       | 318+       | 224+       |                 | ?               | ?               |                    | -                  | -                  |             | -           | -           | 318+   | 224+   |

## Palmarès

### Individuale
- Capocannoniere della DDR-Liga: 6

1975-1976 (15 gol, Gir. D), 1979-1980 (30 gol, Gir. C), 1981-1982 (16 gol, Gir. C), 1983-1984 (17 gol, Gir. C), 1984-1985 (23 gol, Gir. B), 1985-1986 (26 gol, Gir. B)
- Capocannoniere della DDR-Oberliga: 1

1977-1978 (15 gol)